# (75555) Wonaszek
(75555) Wonaszek est un astéroïde de la ceinture principale.

## Description
(75555) Wonaszek est un astéroïde de la ceinture principale. Il fut découvert le 31 décembre 1999 à Piszkesteto par Krisztián Sárneczky et László L. Kiss. Il présente une orbite caractérisée par un demi-grand axe de 2,47 UA, une excentricité de 0,09 et une inclinaison de 6,4° par rapport à l'écliptique.

## Compléments